# Система отсчёта

Материальная точка в двух СО.

Систе́ма отсчёта — это совокупность неподвижных относительно друг друга тел (тело отсчёта), по отношению к которым рассматривается движение (в связанной с ними системе координат), и отсчитывающих время часов (системы отсчёта времени), по отношению к которым рассматривается движение каких-либо тел.
Математически движение тела (или материальной точки) по отношению к выбранной системе отсчёта описывается уравнениями, которые устанавливают, как изменяются с течением времени t координаты, определяющие положение тела (точки) в этой системе отсчёта. Эти уравнения называются уравнениями движения. Например, в декартовых координатах х, y, z движение точки определяется уравнениями {\displaystyle x=f_{1}(t)}, {\displaystyle y=f_{2}(t)}, {\displaystyle z=f_{3}(t)}.
В современной физике любое движение считается относительным, и движение тела следует рассматривать лишь по отношению к какому-либо другому телу (телу отсчёта) или системе тел. Нельзя указать, например, как движется Луна вообще, можно лишь определить её движение, например, по отношению к Земле, Солнцу, звёздам и т. п.

## Другие определения
Иногда — особенно в механике сплошных сред и общей теории относительности — систему отсчёта связывают не с одним телом, а с континуумом реальных или воображаемых базовых тел отсчёта, которые задают также систему координат. Мировые линии тел отсчёта «заметают» пространство-время и задают в таком случае конгруэнцию, относительно которой можно рассматривать результаты измерений.

## Относительность движения

Прямолинейное равномерно ускоренное движение в одной инерциальной системе в общем случае будет параболическим в другой равномерно двигающейся инерциальной системе отсчёта.

Относительность механического движения – это зависимость траектории движения тела, пройденного пути, перемещения и скорости от выбора системы отсчёта.
Движущиеся тела изменяют своё положение относительно других тел в пространстве с течением времени. Положение автомобиля, мчащегося по шоссе, изменяется относительно указателей на километровых столбах, положение корабля, плывущего в море недалеко от берега, меняется относительно береговой линии, а о движении самолёта, летящего над землёй, можно судить по изменению его положения относительно поверхности Земли. Можно показать, что одно и то же тело при одном и том же движении может одновременно по-разному перемещаться относительно разных тел.
Таким образом говорить о том, что какое-то тело движется, можно лишь тогда, когда ясно, относительно какого другого тела — тела отсчёта, изменилось его положение.

## Абсолютная система отсчёта
Часто в физике какую-либо систему отсчёта считают наиболее удобной (привилегированной) в рамках решения данной задачи — это определяется простотой расчётов либо записи уравнений динамики тел и полей в ней. Обычно такая возможность связана с симметрией задачи.
С другой стороны, ранее считалось, что существует некая «фундаментальная» система отсчёта, простота записи в которой законов природы выделяет её из всех остальных систем. Так, Ньютон считал выделенной системой отсчёта  абсолютное пространство, а физики XIX века полагали что, система, относительно которой покоится эфир электродинамики Максвелла, является привилегированной, и поэтому она была названа абсолютной системой отсчёта (АСО). Окончательно предположения о существовании привилегированной системы отсчёта были отвергнуты теорией относительности. В современных представлениях никакой абсолютной системы отсчёта не существует, так как законы природы, выраженные в тензорной форме, имеют один и тот же вид во всех системах отсчёта — то есть во всех точках пространства и во все моменты времени. Это условие — локальная пространственно-временная инвариантность — является одним из проверяемых оснований физики.
Иногда абсолютной системой отсчёта называют систему, связанную с реликтовым излучением, то есть инерциальную систему отсчёта, в которой реликтовое излучение не имеет дипольной анизотропии.

## Тело отсчёта
В физике телом отсчёта называется совокупность неподвижных относительно друг друга тел, по отношению к которым рассматривается движение (в связанной с ними системе координат). Вместе с часами, отсчитывающими время, тело отсчёта образует систему отсчёта.